# Абилов, Исмаил Низамоглу
Исмаил Низамоглу Абилов (болг. Исмаил Абилов; род. 9 июня 1951, Лопушна, Болгария) — болгарский борец вольного стиля, чемпион Олимпийских игр, призёр чемпионатов мира, трёхкратный чемпион Европы.

## Биография
В 1971 году занял второе место на чемпионате мира среди юниоров, в 1972 году победил на чемпионате Европы среди espoirs (подающих надежды). В 1973 году на чемпионате мира среди взрослых стал третьим, в 1974 — вторым. В 1975 году стал чемпионом Европы и вновь остался вторым на чемпионате мира. На чемпионате Европы 1976 года завоевал «серебро».
На Летних Олимпийских играх 1976 года в Монреале боролся в категории до 82 килограммов (средний вес). Выбывание из турнира проходило по мере накопления штрафных баллов. За чистую победу штрафные баллы не начислялись, за победу за явным преимуществом начислялось 0,5 штрафных балла, за победу по очкам 1 штрафной балл, за ничью 2 или 2,5 штрафных балла, за поражение по очкам 3 балла, поражение за явным преимуществом 3,5 балла, чистое поражение — 4 балла. Если борец набирал 6 или более штрафных баллов, он выбывал из турнира. Титул оспаривали 18 человек. Несмотря на поражение от Виктора Новожилова, к пятому кругу мог ещё претендовать на медали, поскольку не терял очков в выигранных схватках. Однако турок Мехмет Узун не дал болгарскому борцу провести приёмов, и Исмаил Абилов был дисквалифицирован, оставшись в итоге пятым.  
| Круг | Соперник            | Страна                                    | Результат | Основание                          | Время схватки |
| ---- | ------------------- | ----------------------------------------- | --------- | ---------------------------------- | ------------- |
| 1    | Масару Мотэги       | Япония                                    | Победа    | Туше (0 штрафных баллов)           | 1:03          |
| 2    | Чимидиин Гочоосурен | Монголия                                  | Победа    | Туше (0 штрафных баллов)           | 5:01          |
| 3    | Виктор Новожилов    | Союз Советских Социалистических Республик | Поражение | 2-11 (3,5 штрафных балла)          |               |
| 4    | Василе Йорга        | Румыния                                   | Победа    | Туше (0 штрафных баллов)           | 3:48          |
| 4    | Мехмет Узун         | Турция                                    | Поражение | Дисквалификация (4 штрафных балла) | 7:30          |

В 1977 году стал второй раз чемпионом Европы, а на чемпионате мира получил серьёзную травму и восстанавливался от неё в течение двух лет. В 1980 году в третий раз победил на первенстве континента.
На Летних Олимпийских играх 1980 года в Москве боролся в категории до 82 килограммов (средний вес). Регламент в основном остался прежним, титул оспаривали 14 человек. Исмаил Абилов оказался на голову выше всех своих соперников; лишь советский борец Магомедхан Арацилов сумел оказать болгарину хоть какое-то достойное сопротивление. Даже финальную схватку Исмаил Абилов закончил чисто, не затратив на неё и двух минут.
| Круг              | Соперник            | Страна                                    | Результат | Основание                | Время схватки |
| ----------------- | ------------------- | ----------------------------------------- | --------- | ------------------------ | ------------- |
| 1                 | Сёрен Класон        | Швеция                                    | Победа    | Туше (0 штрафных баллов) | 4:01          |
| 2                 | Василе Цигэнаш      | Румыния                                   | Победа    | Туше (0 штрафных баллов) | 0:46          |
| 3                 | Гюнтер Бусарелло    | Австрия                                   | Победа    | Туше (0 штрафных баллов) | 7:25          |
| 4                 | Абдулла Мемеди      | Югославия                                 | Победа    | Туше (0 штрафных баллов) | 4:19          |
| 5                 | Магомедхан Арацилов | Союз Советских Социалистических Республик | Победа    | 8-4 (1 штрафной балл)    |               |
| Финал (встреча 1) | -                   | -                                         | -         | -                        |               |
| Финал (встреча 2) | Иштван Ковач        | Венгрия                                   | Победа    | Туше (0 штрафных баллов) | 1:48          |

В 1980 году стал третьим на Суперчемпионате мира в Нагое, это было последним успехом борца на международной арене.
Краткая характеристика Исмаила Абилова от советского тренерского штаба:

Исмаил имеет средний для своей категории рост — 174 см. Опыт выступлений на международных коврах большой. Является дважды серебряным призёром чемпионатов мира (1974 и 1975 гг.), чемпионом Европы 1975 и 1980 гг. Предпочитает бороться в левой средней стойке, имеет отличную физическую подготовку. Поединки проводит тактически очень грамотно. Хорошо выполняет переводы нырком под руку, чаще под правую, заходя назад. Ныряя под правую руку (голова снаружи), переводит в партер и сразу же выполняет переворот разгибанием захватом шеи из-под дальнего плеча с обвивом правой ноги. Сковывая захватом за голову сверху, подготавливает и выполняет бросок наклоном или перевод нырком под правую руку, захватывая правое бедро снаружи-сзади. Идёт в плотный обоюдный захват за туловище и правую руку. Коронным приёмом его можно считать перевод или сбивание, выполняемое нырком gод руку (левую, правую); иногда выполняет бросок через спину захватом головы и правой руки с предварительного захвата за голову сверху. Часто пользуется атакой: нырок в правую ногу, нырок под правую руку. Много маневрирует, пытаясь создать выгодную  ситуацию для атаки. Хорошо разрушает атаку противника при выполнении захвата ног: отбрасывает ноги назад, сковывая соперника за голову сверху, и сразу же выполняет контратаку нырком под левую руку или, продёргивая противника под себя, забегает ему назад.
Хорошо накрывает от захвата двух ног и от захвата за левую голень. При захвате левого бедра часто пользуется переворотом обратным захватом дальнего бедра. Хорошо и разнообразно борется в партере, выгодно используя свои физические данные. После  перевода нырком под руку быстро переходит на переворот разгибанием (выполняет слева) или на переворот обратным захватом дальнего (правого) бедра. Выполняет слева переворот скручиванием захватом шеи и ближнего бедра зацепом дальней голени. Над своими противниками имеет преимущества в силе и технике, но не очень быстр при выполнении отрыва противника от ковра захватом за ноги.
Уравновешен, эмоционально устойчив. Агрессивен, борется до конца. — 
После окончания своей спортивной карьеры стал тренером, окончив Национальную спортивную академию. В 1989 году переехал в Турцию, где тренирует национальную сборную по вольной борьбе.